# Пятнистый кистехвост
Пятнистый кистехвост (Telochurus recens) — вид бабочек из подсемейства волнянок (Lymantriinae). До 2015 года этот вид относили к роду Orgyia или, чаще, к роду Teia, но по результатам молекулярно-генетического исследования он был перемещен в род Telochurus.

## Описание
Размах крыльев самцов достигает 35—40 мм. Длина тела самки 15—20 мм. В отличие от самцов, самки этого вида бескрылы, что является нехарактерным для половозрелых чешуекрылых. Период лёта в зависимости от региона выпадает на летние месяцы (июнь — июль). Яйца Telochurus recens круглые, белого цвета с тёмной точкой посередине. Личинки питаются листьями различных лиственных деревьев из родов Боярышник (Crataegus) и Ива (Salix).

## Ареал
Евразийский вид распространённый на полосе от северной Испании через Центральную Европу и Россию до Японии. Обитает в Западной Европе (кроме крайнего севера), странах Балтии, Беларуси, Украине, Молдовы, Закавказье, в Китае, Корее, Японии, Северном Казахстане, Северном Иране, Монголии. На территории России вид распространён по всей европейской части, в Приуралье, Южной Сибири (юг лесной и лесостепная зоны), Забайкалье, на Дальнем Востоке (Амурская область, Хабаровский и Приморский край и Южный Сахалин).

## Поведение
Самцы бабочек ведут дневной образ жизни и беспорядочно летают в поисках самок. После того, как взрослая самка вылупилась из кокона, она садится на него и выделяет феромоны, чтобы привлечь самцов. После спаривания самка откладывает все яйца непосредственно на старый кокон или рядом с ним и вскоре умирает. Зимуют гусеницы, которые к наступлению зимы достигают размера около 10 мм.